# Rio Moscou

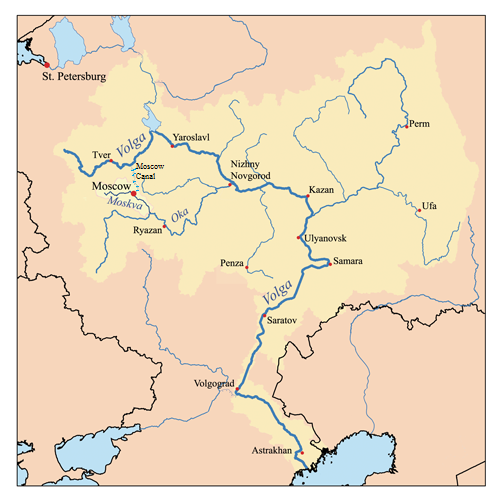
Mapa da bacia do Volga e do rio Moscou em destaque; os dois rios são conectados diretamente pelo Canal de Moscou.

O rio Moscou (português brasileiro) ou rio Moscovo (português europeu) (em russo:  Москва-река) é um curso de água que atravessa os oblasts de Moscou e Smolensk, na Rússia, e é um afluente do rio Oka.

## Etimologia
Moskva, Moscovo e Moscou são formas diferentes da mesma palavra russa Москва. O nome da cidade provém do do rio. A origem é desconhecida, no entanto existem diversas hipóteses. Uma sugere que a origem do nome provém da antiga língua fínica, significando "escuro" e "turvo". Alternativamente, o nome poderá vir da língua fino-permiana komi, significando "rio das vacas" ou da língua fino-volgaica da Mordóvia, significando "rio dos ursos". Uma outra hipótese sugere que a palavra é uma modificação da palavra mongol "mushka," que significa "desordenado ou "angular", em referência à estrutura desordenada ou angular do rio.

## Hidrologia

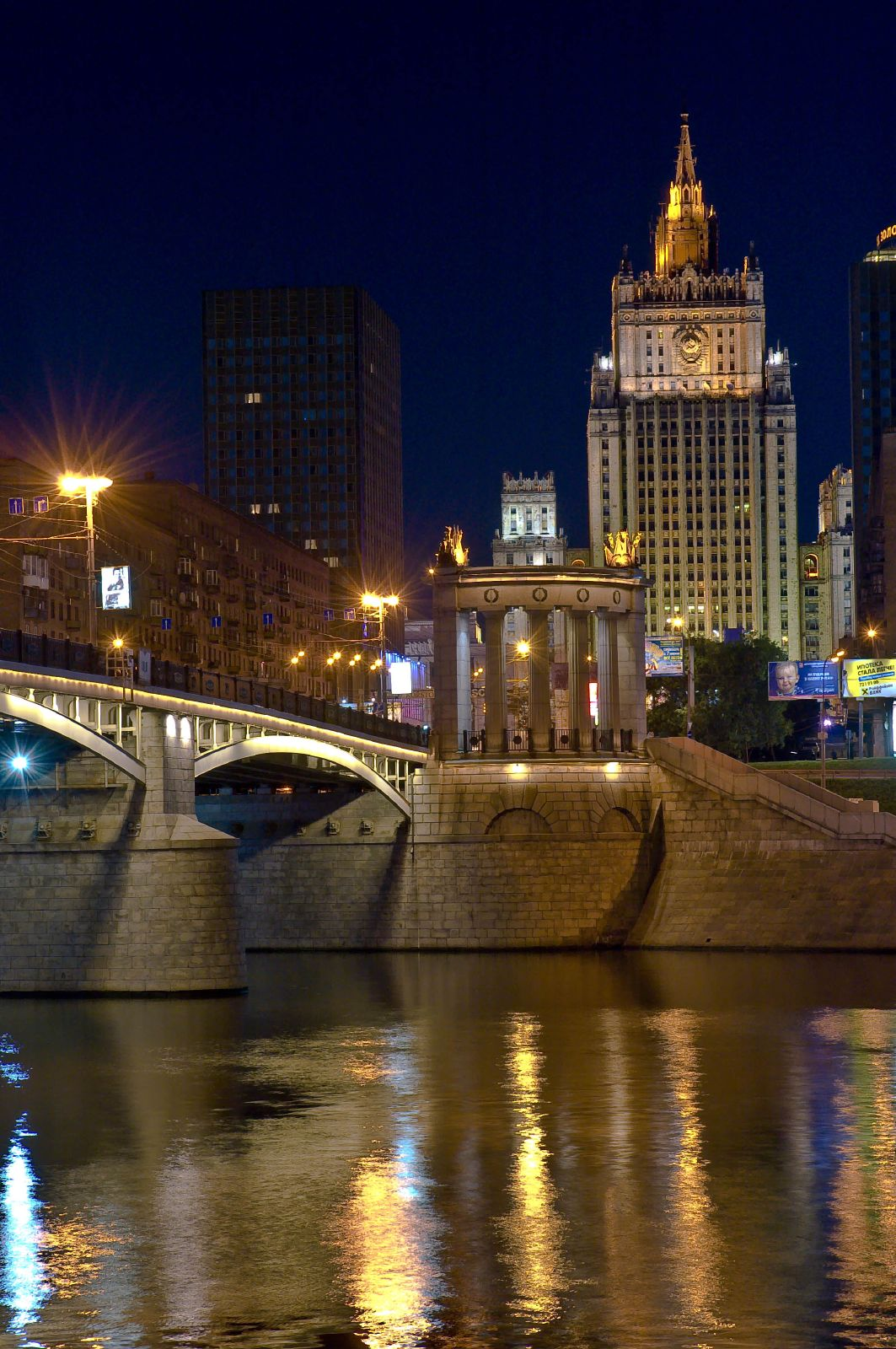
Ponte Borodinsky

O rio tem um comprimento de 503 km, e a área da sua bacia hidrográfica é de 17 600 km². O desnível vertical é de 155 metros (média). A profundidade máxima nos limites da cidade de Moscou é de 3 metros, e de 6 metros depois dela. Normalmente, o rio congela em novembro-dezembro e começa a degelar no final de março. No centro de Moscou, congela ocasionalmente; no inverno excepcionalmente quente de de 2006-2007, o gelo começou a aparecer em 25 de janeiro.

## Cidades

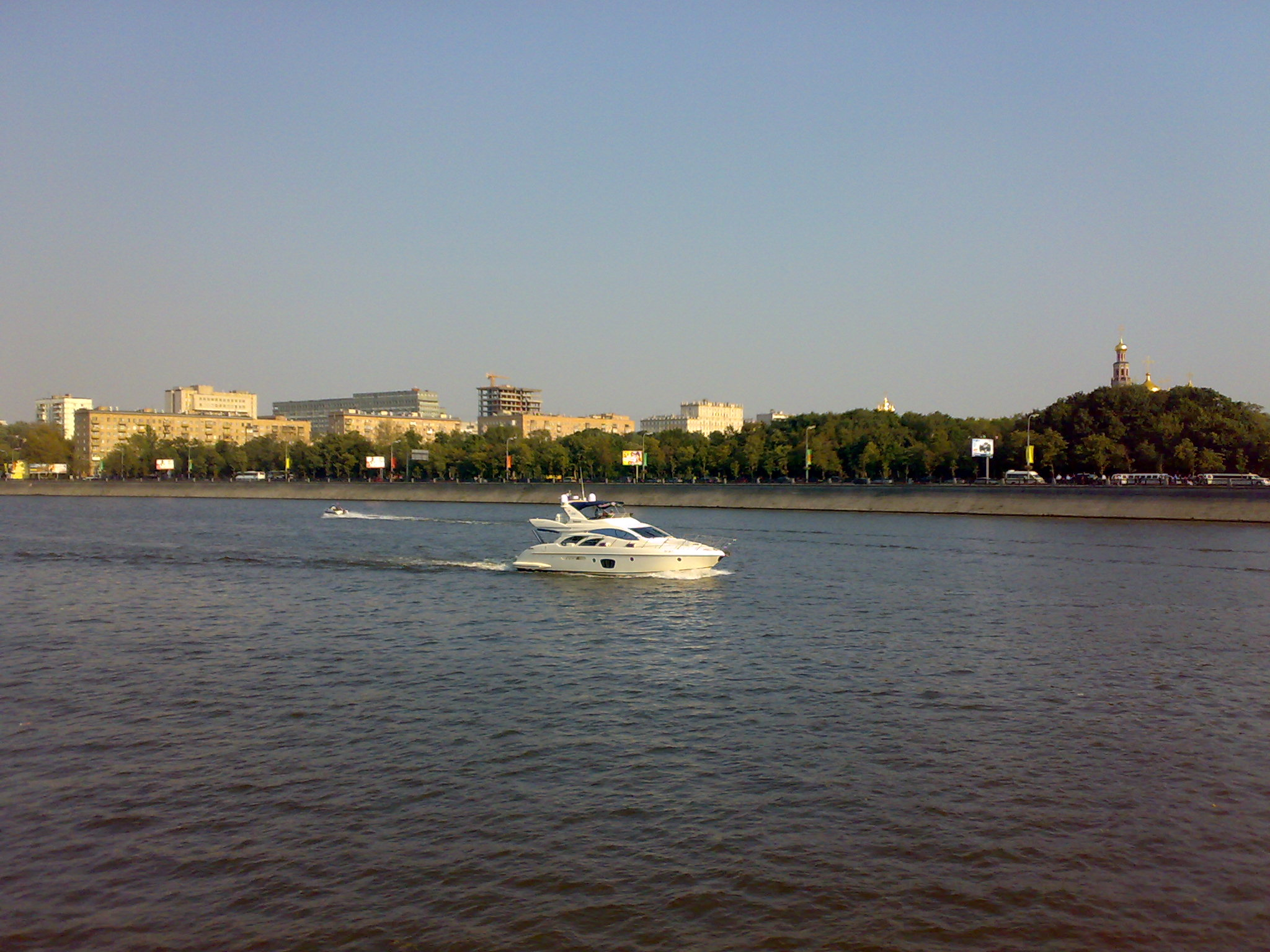
Barcos no rio Moscou perto de Luzhniki, com o convento Novodevichy ao longe

## Ilhas

Vistas do rio na cidade de Moscou/Moscovo
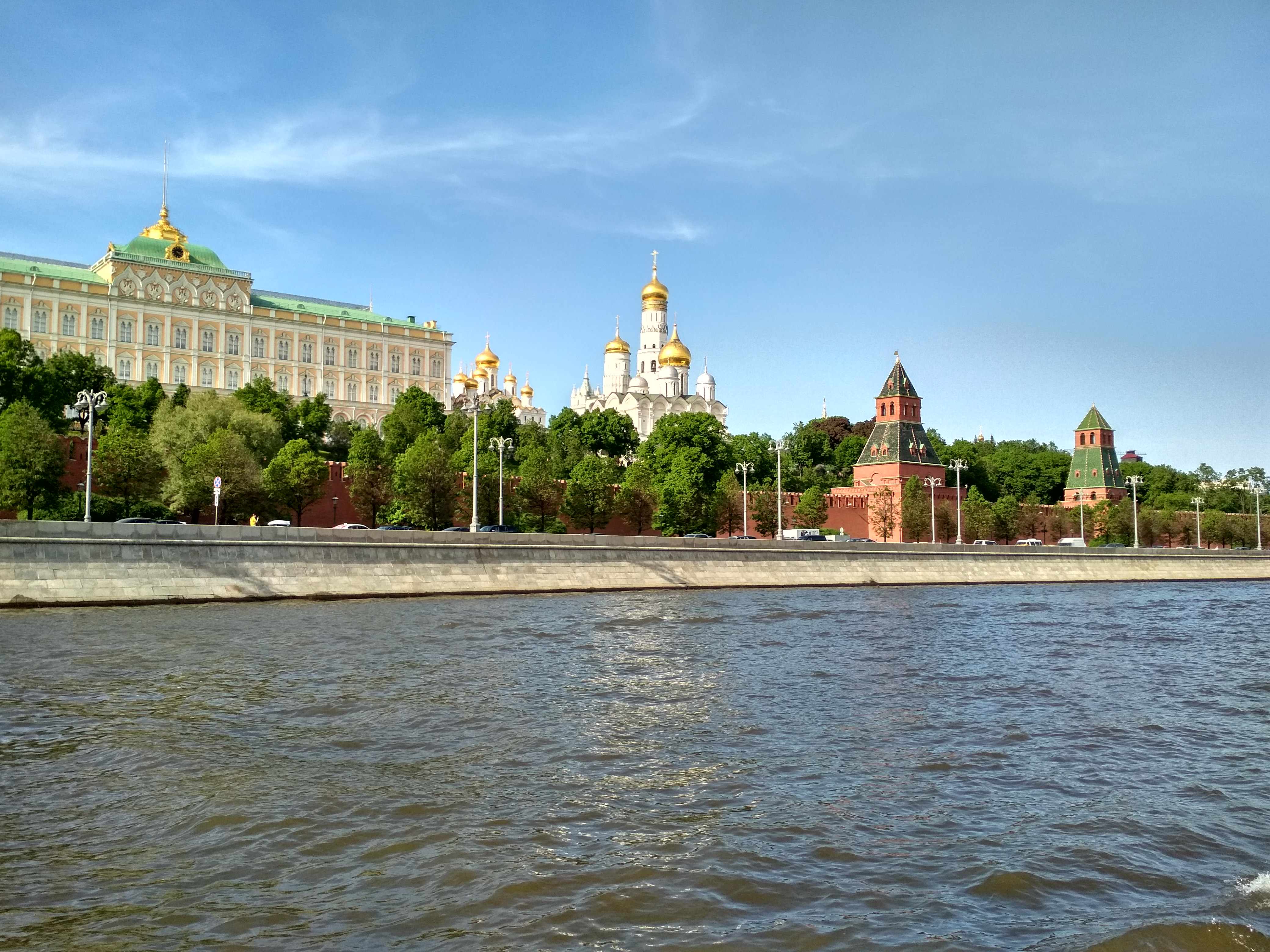
Rio de Moscou perto das muralhas do Kremlin
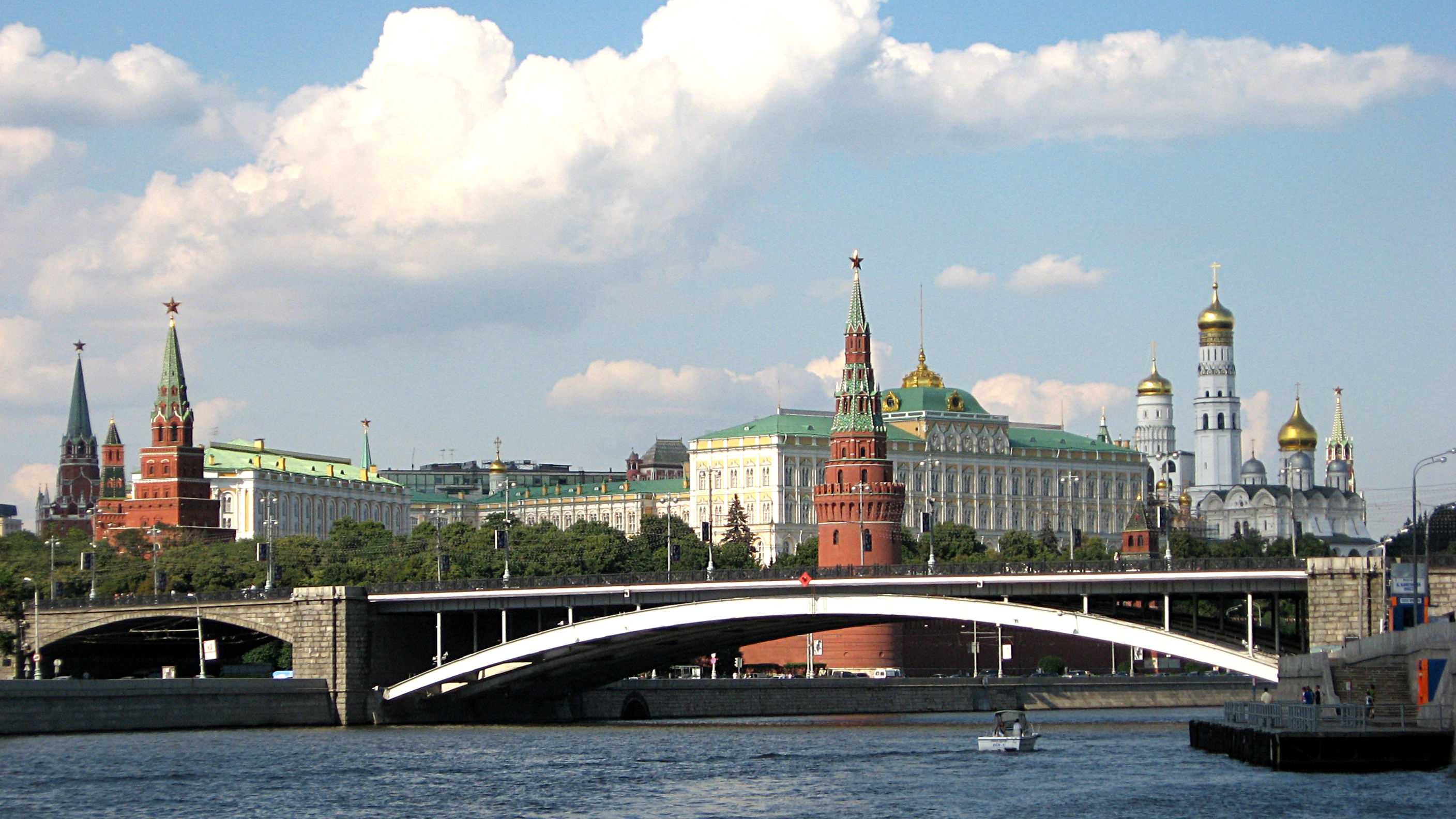
O Grande Palácio do Kremlin visto do rio
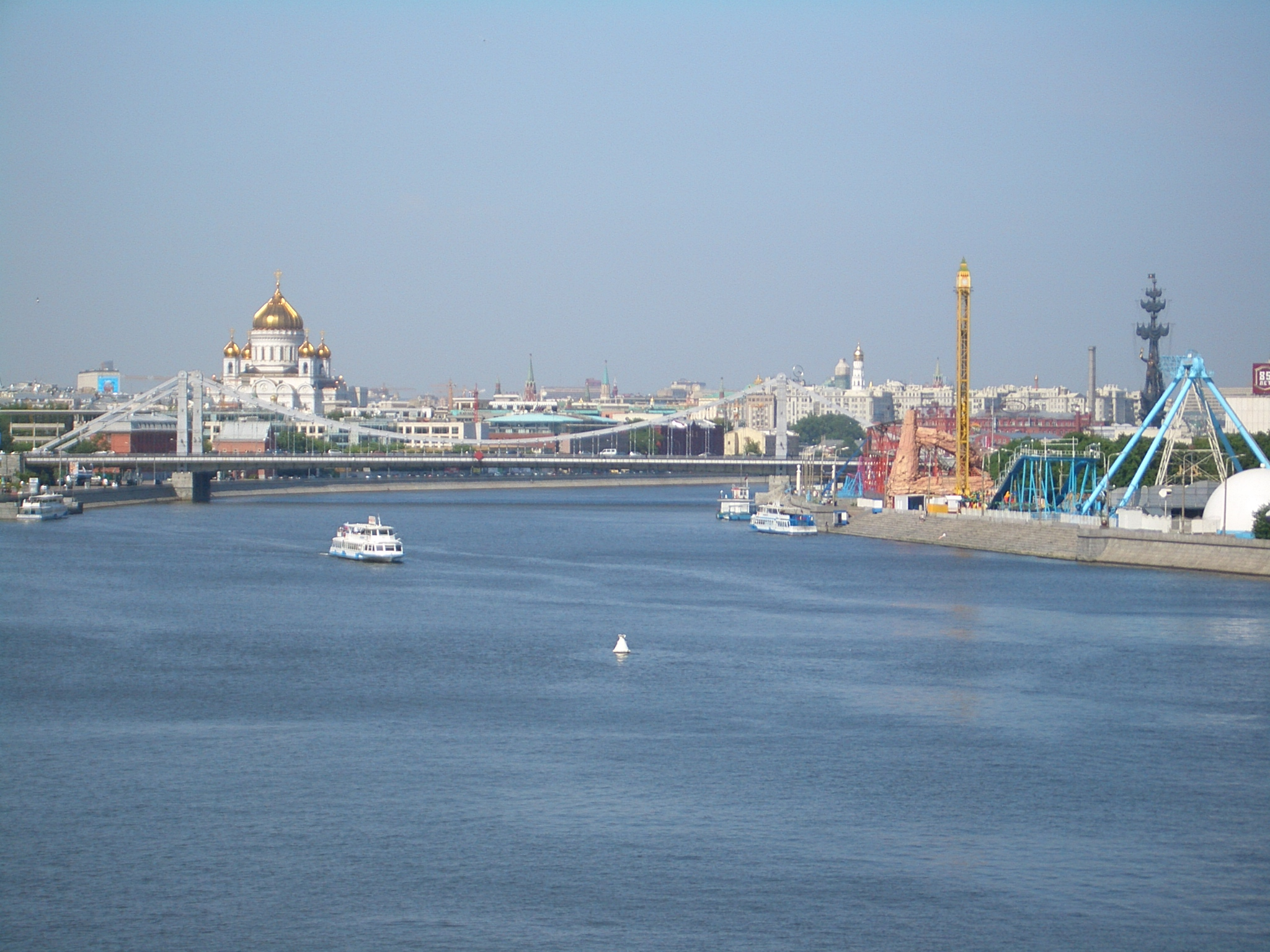
Catedral do Cristo Salvador e Parque Gorky
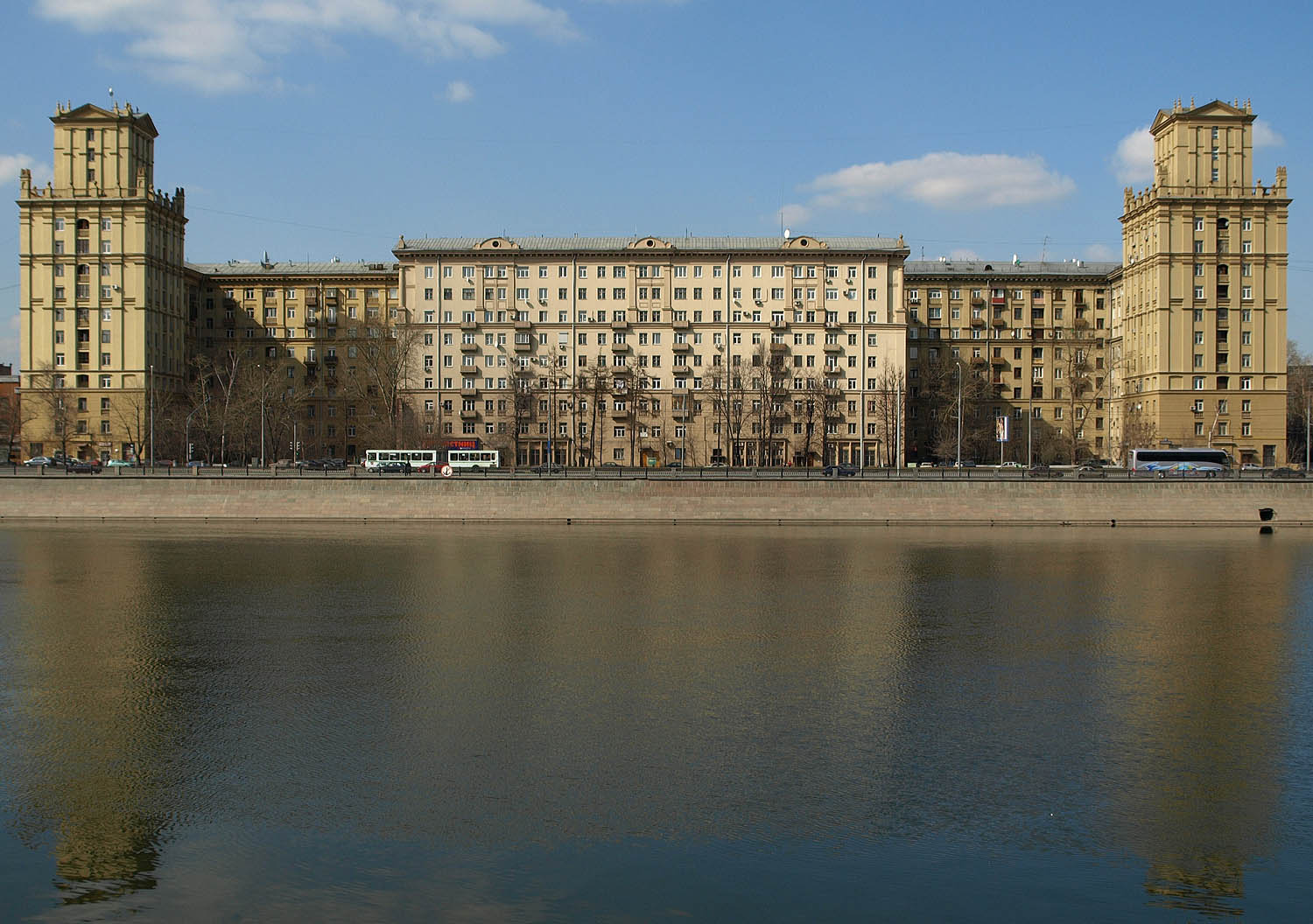
Residências
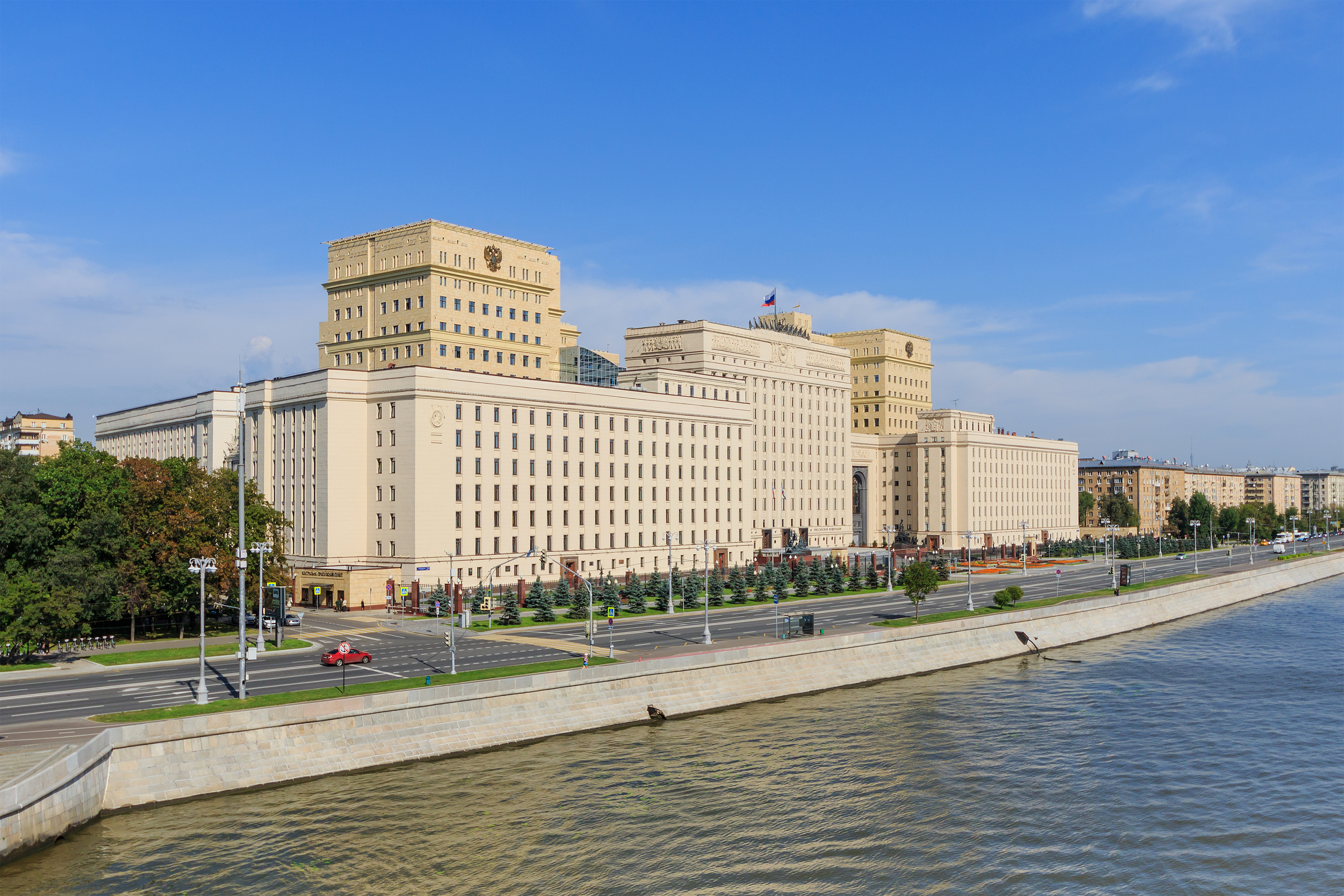
Edifício governamental
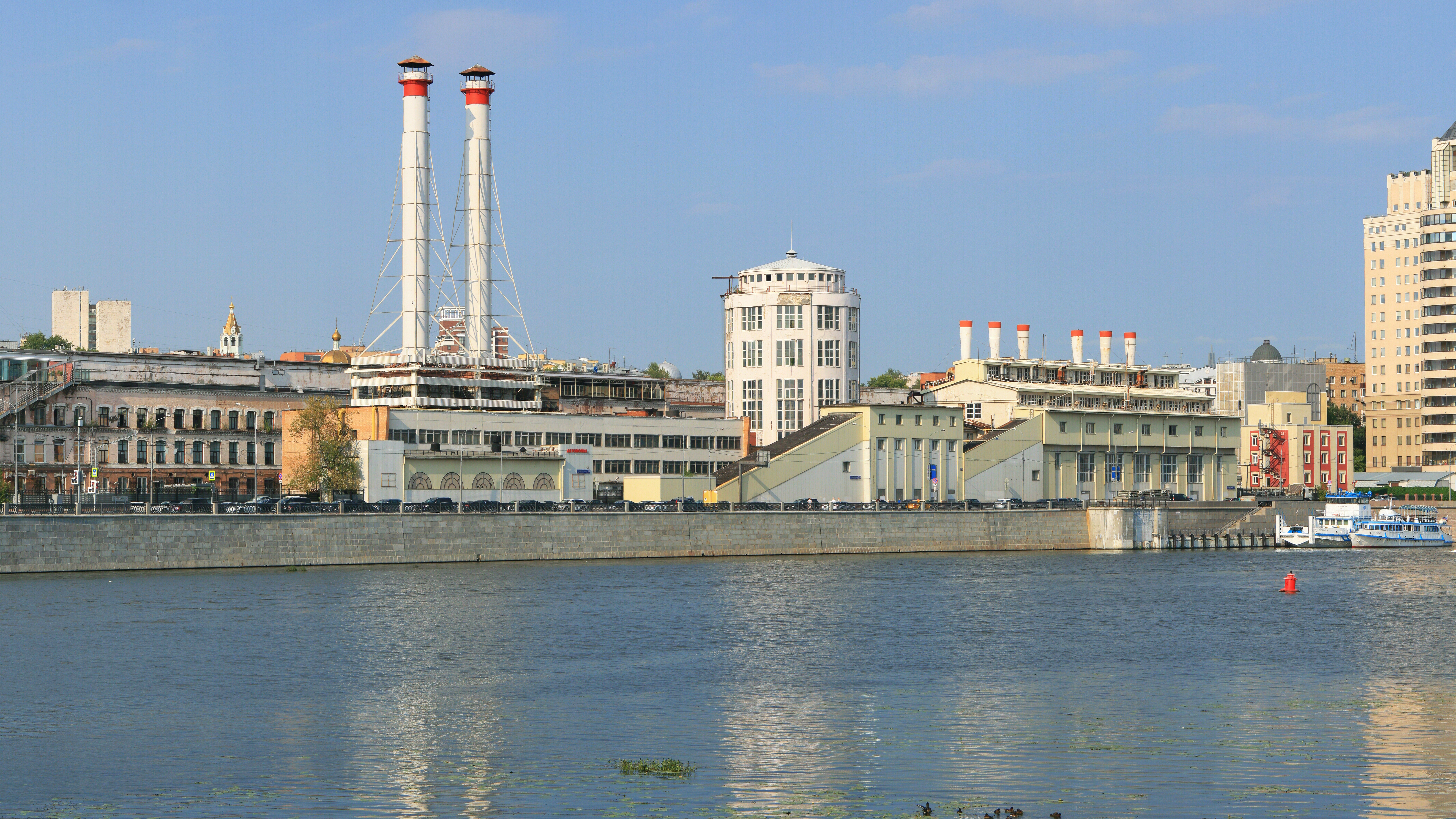
Usina de energia
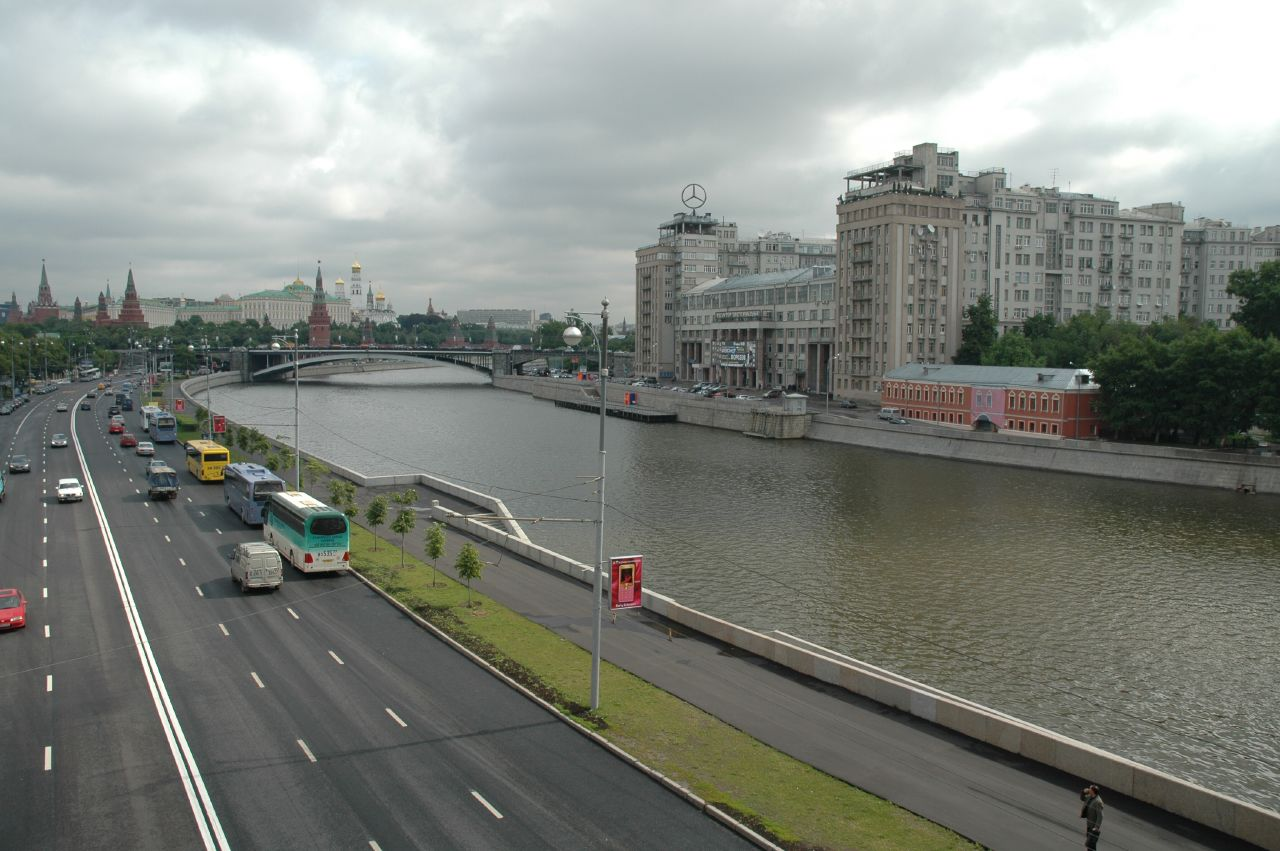
O rio nas proximidades do Kremlin